# Cantonul Frontignan
Cantonul Frontignan este un canton din arondismentul Montpellier, departamentul Hérault, regiunea Languedoc-Roussillon, Franța.

## Comune
- Balaruc-les-Bains
- Balaruc-le-Vieux
- Frontignan (reședință)
- Mireval
- Vic-la-Gardiole
- Villeneuve-lès-Maguelone